# Прибережний та морський союз
Прибережний та морський союз (англ. Coastal & Marine Union, EUCC) — провідна некомерційна організація, що займається розробкою і реалізацією комплексного управління прибережними районами, підготовкою рекомендацій щодо поліпшення їх розвитку.

## Історія створення
Вересень 1987 р. — у Лейдені (Нідерланди) з нагоди 10-ї річниці з дня заснування Фонду збереження голландських дюн проводиться перша Європейська конференція присвячена дюнам за участю екологів, вчених і керівників піщаних пляжів з 12 європейських країн, щоб обговорити майбутні напрямки з управління збереженням дюн. На конференції було запропоновано утворити Європейський союз зі збереження дюн і управління прибережними районами (EUDC).
6 січня 1989 р. — EUDC офіційно заснований в Лейдені як асоціація, згідно з нідерландським законодавством, з метою просування європейського підходу до збереження прибережних територій шляхом подолання розриву між вченими, екологами, керівниками прибережних територій, проектувальниками і особами, що визначають політику.
Першими діями нової організації стало проведення обліку прибережних дюн у всій Європі. 
1991 р. — Проводиться ІІІ Міжнародна конференція в Голвей (Ірландія), де асоціація приймає рішення змінити свою назву на Європейський союз із захисту берегів (EUCC). 
1995 р. — Міністерська Конференція присвячена довкіллю ухвалила Всеєвропейську стратегію збереження біологічного та ландшафтного різноманіття, розроблену за активної участі Європейського союзу із захисту берегів.
Надалі, під егідою ЮНЕП і Ради Європи, EUCC розробив Європейську прибережну і морську екологічну мережу (ECMEN) і Європейський кодекс поведінки для прибережних зон, прийнятий Радою міністрів Європи в 1999 р.
2001 р. — через часті випадки неправильної інтерпретації назви, Європейський союз із захисту берегів був перейменований у Прибережний союз (Coastal Union).
2009 р. — визнаючи необхідність кращого управління морським середовищем і прибережною зоною, а також відповідно до посилення дії комплексної морської політики ЄС Прибережний союз змінив свою назву на Прибережний та морський союз.

## Функції
Функції EUCC:
- сприяти впровадженню інтегрованого управління морськими і прибережними територіями, поєднуючи їх розвиток зі збереженням біорізноманіття морської екосистеми, охороною соціальних, історичних і культурних цінностей;
- ініціювати проведення робіт з обмеження наслідків зміни клімату;
- надавати консультації, інформацію, комунікації, політичні інструменти;
- брати участь у прибережних і морських науково-дослідних проектах;
- підвищувати рівень інформованості про проблеми довкілля;
- розвивати партнерські відносини із зацікавленими сторонами.

## Члени
До Прибережного та морського союзу входять близько 500 установ, неурядових організацій та експертів з 40 країн світу. Загалом мережа Союзу включає в себе близько 2500 фахівців, які працюють над питаннями прибережного і морського управління. Приєднатися до членства в Союзі можуть: компанії, студенти, галузеві фахівці, малі організації (членство для неурядових організацій), великі організації (організації-члени), що підтримують організації (комунікаційні партнери) і організації підтримки (у рамках партнерських програм).